# Marcos Pinto Soares Vaz Preto
Marcos Pinto Soares Vaz Preto (Sesimbra, 20 de novembro de 1782 — Lisboa, 6 de dezembro de 1851) foi um presbítero, freire conventual da Ordem Militar de Santiago da Espada, e político. Foi confessor e dilecto amigo de D. Pedro IV de Portugal, arcebispo eleito de Lacedemónia e deputado cartista entre 1842 e 1851. Na política ficou conhecido por padre Marcos.

## Biografia
Nasceu em Sesimbra, filho de Marcos Pinto e de sua esposa Maria Soares. Professou como freire conventual da Ordem Militar de Santiago da Espada, estudou filosofia na Universidade de Évora e foi ordenado presbítero. Foi prior de Alhos Vedros (1816-1821) e da freguesia da Pena, em Lisboa (1822-1823), de onde foi desterrado em 1823, após a Vilafrancada, para Mesão Frio, (Trás-os-Montes), e proibido de pregar.
Era desde muito cedo partidário das ideias liberais, pois já em 1808 se suspeitava que era autor de publicações clandestinas liberais que apareceram em Sesimbra. Mesmo após o desterro para Trás-os-Montes, continuou a apoiar a causa liberal o que o obrigou ao exílio após a chegada de D. Miguel ao poder.
Em 1828 embarcou clandestinamente para França, seguindo para o exílio em Inglaterra, onde permaneceu de 1829 a 1831. Em Londres dirigiu os periódicos liberais, Português Emigrado (1828-1829) e o Paquete de Portugal (1829-1831).
Em 1831 partiu para a ilha Terceira, acompanhando as tropas liberais que ali se concentraram. Na viagem para os Açores conheceu  D. Pedro IV, com quem forjou uma forte amizade. Acompanhou o ex-imperador nos Açores, no desembarque no Mindelo e durante toda a Guerra Civil Portuguesa, assumindo as funções de seu confessor, pregador e confidente.
Com o fim da guerra civil, instalou-se em Lisboa, onde foi confessor e esmoler-mor da rainha D. Maria II. Foi nomeado em 1834 provedor e vigário geral do Patriarcado de Lisboa, e em 1835 eleito arcebispo de Lacedemónia, título que era tradicionalmente conferido ao bispo auxiliar do Patriarcado de Lisboa. A falta de reconhecimento do novo regime liberal por parte da Santa Sé, a que acrescia ser maçon, levou a que o arcebispo eleito nunca chegasse a ser confirmado pela Santa Sé. Assumiu um conjunto de outros cargos eclesiásticos de relevo, incluindo o de prior da Colegiada de Guimarães, para o qual foi escolhido em 1848.
Foi deputado às Cortes nas legislaturas de 1842-1846 e 1848-1851. Vintista, foi acusado de alta-traição em novembro de 1836, na sequência da Belenzada. Destacado maçon, foi de 1843 a 1851 grão-mestre da Loja Provincial do Oriente Irlandês.
Foi autor de várias orações e sermões e de numerosos artigos publicados em órgãos da imprensa escrita.